# There’s No Sympathy For The Dead
There’s No Sympathy For The Dead – druga debiutancka EPka amerykańskiego zespołu post-hardcore'owego Escape the Fate, wydana w 2006 roku przez Epitaph Records.

## Lista utworów
Wszystkie utwory są napisane i skomponowane przez Escape the Fate.
1. "Dragging Dead Bodies In Blue Bags Up Really Long Hills" - 3:28
2. "There’s No Sympathy For The Dead" - 5:26
3. "The Ransom" - 3:50
4. "As You're Falling Down" - 3:24
5. "The Guillotine" - 4:32

## Personel
Escape the Fate
- Ronnie Radke - wokal
- Max Green - bass, wokal
- Bryan "Monte" Money - gitara, wokal
- Robert Ortiz - perkusja
- Omar Espinosa - gitara rytmiczna, wokal

Dodatkowi muzycy
- Carson Allen - kompozytor "As You're Falling Down" i "There’s No Sympathy For The Dead"
- Karen Schielke - programowanie, syntezatory
- Jeff Moll - programowanie
- Dave Holdredge - wiolonczela

Produkcja
- Michael "Elvis" Baskette - producent, miksowanie
- Josh Whelan - producent
- Lynn Lauer - miksowanie
- Karen Schielke - inżynieria muzyczna